# Welcome to Durham, USA
Welcome to Durham, USA (dansk: Velkommen til Durham, USA) er en dokumentarfilm om bandevold i Durham, North Carolina.
Dokumentaren viser, hvordan bandevold ikke kun er et problem i de storbyerne, men også de mindre byer. Den viser også, hvordan rivaliseringen mellem Crips og Bloods har bredt sig til storbyerne. Welcome to Durham, USA vandt prisen, for bedste dokumentarfilm under New York International Film Festival. Filmens soundtrack inkluderer singlen "Welcome 2 Durham" af Shawn Thompson featuring Big Daddy Kane og Little Brother, produceret af Grammy Award-vinderen 9th Wonder.

## Eksterne Henvisninger
- Welcome to Durham, USA på Internet Movie Database (engelsk)
- Welcome to Durham, USA på The Movie Database (engelsk)

| Dokumentarfilm | Spire Denne dokumentarfilm-artikel er en spire som bør udbygges. Du er velkommen til at hjælpe Wikipedia ved at udvide den. |